# Olga Hahn-Neurath
Olga Hahn-Neurath   (Viena, 20 de juliol de 1882 - la Haia, 20 de juliol de 1937) va ser una matemàtica i filòsofa austríaca. És coneguda sobretot per ser membre del Cercle de Viena.
Nascuda a Viena, el seu germà era el matemàtic Hans Hahn. Olga Hahn es va matricular com a estudiant de matemàtiques i filosofia a la Universitat de Viena el 1902. Es va quedar cega el 1904, quan tenia vint-i-dos anys. El 1911, va ser la tercera dona llicenciada en filosofia a la Universitat de Viena. El 1911 va publicar la seva tesi doctoral, que va rebre grans elogis del seu instructor, Adolf Stöhr, successor de la càtedra de Ludwig Boltzmann. El seu principal interès en les matemàtiques era el camp de l'àlgebra de Boole.
Hahn va ser una participant habitual de les discussions del Cercle de Viena. Després de la derrota de la Viena Roja a la guerra civil austríaca (febrer de 1934), va fugir, a través de Polònia i Dinamarca, als Països Baixos, on es va reunir amb el seu marit, Otto Neurath. Va morir tres anys més tard (el dia del seu aniversari) a La Haia, d'una infecció pulmonar després d'una operació.